# Afer (Buccinidae)
Afer là một chi ốc biển, là động vật thân mềm chân bụng sống ở biển trong họ Buccinidae.

## Các loài
Chi này gồm các loài:
- Afer afer (Gmelin, 1791)
- Afer echinatus Fraussen, 2008[2]
- Afer ignifer Fraussen & Trencart, 2008[3]
- Afer lansbergisi Delsaerdt, 1993
- Afer porphyrostoma (Reeve, 1847)
- Afer pseudofusinus Fraussen & Hadorn, 2000